# Georges Matagne
Georges Matagne, né le 6 mars 1926 et mort le 5 décembre 1997 est un homme politique belge.

## Biographie
Il fut député fédéral et député régional bruxellois du Front national belge.